# ريغينا فيليلا
ريغينا فيليلا (بالبرتغالية: Regina Villela dos Santos‏) (31 يوليو 1957 في البرازيل - ) هي رياضية ولاعبة كرة طائرة برازيلية. شاركت في الألعاب الأولمبية الصيفية 1980.

## وصلات خارجية
- ريغينا فيليلا على موقع أوليمبيديا (الإنجليزية)